# Liste des lacs à Maurice
La liste des lacs à Maurice répertorie la liste non exhaustive des lacs sur le territoire de Maurice.

## Lacs principaux selon leurs types
Le lac grand bassin à l'île Maurice est un lac situé dans un ancien cratère volcanique, sacré pour la communauté hindoue de l'île, est un lieu emblématique qui revêt une grande importance culturelle et religieuse. La beauté naturelle du lac et ses eaux turquoise en font également une destination touristique populaire,,.